# Thlaspidula riedeli
Thlaspidula riedeli là một loài bọ cánh cứng trong họ Chrysomelidae. Loài này được Borowiec & Swietojanska miêu tả khoa học năm 2001.